# (32058) Charlesnoyes
2000 JW43 (asteroide 32058) é um asteroide da cintura principal. Possui uma excentricidade de 0.19551070 e uma inclinação de 4.31111º.
Este asteroide foi descoberto no dia 7 de maio de 2000 por LINEAR em Socorro.